# Palacio de las Vacas

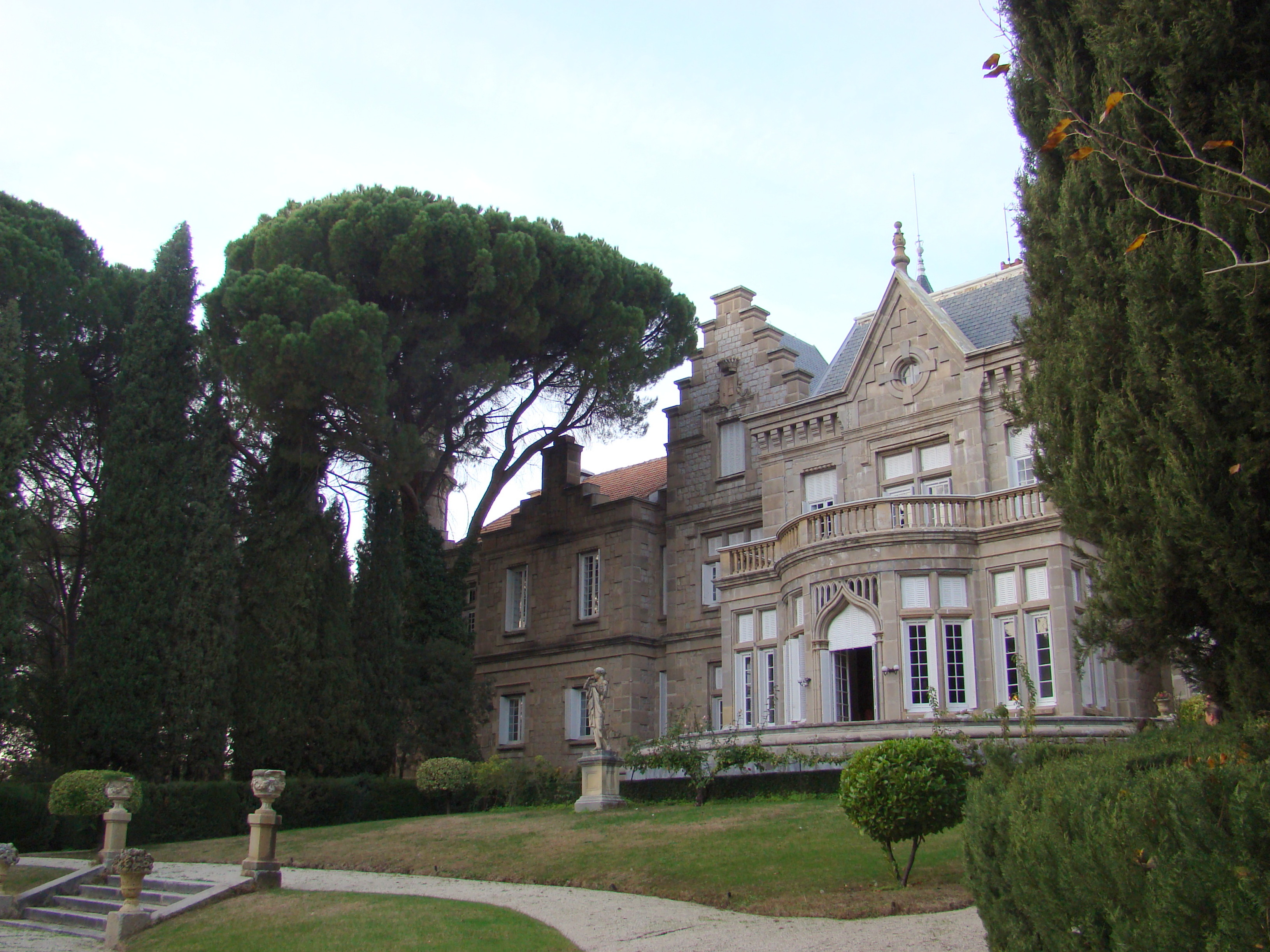
Palacio de las Vacas

El Palacio de las Vacas es un antiguo palacete construido a finales del siglo XIX que se encuentra en la calle de San Felipe, el centro histórico de Guadalajara, Jalisco, México,  residencia de Segundo Díaz, primo de Porfirio Díaz, presidente de México por treinta años. Cuenta con veinticuatro habitaciones y dos jardines de estilo morisco, con más de trescientos metros cuadrados de pintura mural de Xavier Guerrero, líder del movimiento muralista de México, asociado con José Clemente Orozco.

## Historia
Dicha construcción comenzó a edificarse en 1850, como residencia de la familia de Segundo Díaz, su esposa e hijas, siendo este primo hermano de Porfirio Díaz. La finca original llegaba hasta la calle posterior de Reforma hasta que luego, el propietario decidió vender la parte de atrás de su propiedad y la parte principal, pasando a manos de Miguel Díaz, hermano de Segundo. Miguel decidió aprovechar el espacio para distintos fines, primeramente convirtiendo la finca en una lechería,  llegando a tener vacas dentro de esta en sus patios, los vecinos de la finca maravillados por el hecho de que las vacas vivían en tan insólito palacio, llegaron a darle el famoso nombre como ahora se le conoce, «Palacio de las Vacas».
Por muchos años tuvo muchos usos, como la primera universidad para mujeres en 1949, escuela primaria, tapicería y hasta se dice que llegó a ser burdel. El recinto nunca ha tenido una historia escrita entonces esto ha provocado muchas leyendas.
A finales del siglo XX la casa se encontraba en un desalentador estado de abandono, hasta que en 1998 el estadounidense, John A. Davis, quedando maravillado con la casa, adquirió la finca e invirtiendo gran capital para su restauración y mantenimiento. A pesar de los esfuerzos de John A. Davis por salvar el palacio, los murales siguen en gran peligro, por la amenaza de la humedad, el sol, y de los autobuses que transitan frente al edificio, afectando la estabilidad de estos.
Ahora tiene un nuevo dueño y existen varias propuestas para su rescate aunque actualmente no se ha consolidado en sí alguna, a pesar de eso se ha apoyado con la difusión de esta, y hasta ahora lo único que ha podido lograr es que la Secretaría de Turismo autorizara recorridos turísticos con el fin de informar y concientizar a la sociedad sobre la importancia del cuidado al patrimonio histórico de la ciudad.

## Arquitectura
El edificio de estilo ecléctico, estilo arquitectónico muy utilizado a finales del siglo XIX en México, tiene matices de arquitectura morisca y arquitectura europea. Originalmente su extensión llegaba hasta la calle Reforma, y se construyeron 24 habitaciones, dos patios y diez baños. Cuenta con murales atribuidas a Xavier Guerrero (discípulo de José Clemente Orozco).